# Platinum Blonde
Platinum Blonde är en amerikansk romantisk komedifilm från 1931 i regi av Frank Capra.

## Rollista
- Loretta Young - Gallagher
- Robert Williams - Stew Smith
- Jean Harlow - Ann Schuyler
- Halliwell Hobbes - butler
- Reginald Owen - Grayson
- Edmund Breese - Conroy – redaktören
- Don Dillaway - Michael Schuyler
- Walter Catlett - Binji
- Claud Allister - Dawson – betjänten
- Louise Closser Hale - Mrs. Schuyler